# Atlas B (człon rakiety)
Atlas B – amerykański człon rakiet nośnych Atlas B i Atlas C. Używany w końcu lat 50. Napędzany silnikiem rakietowym XLR-105-5, na naftę i ciekły tlen.